# Лоренс Харбор (Њу Џерзи)
Лоренс Харбор (енгл. Laurence Harbor) насељено је место без административног статуса у америчкој савезној држави Њу Џерзи.

## Демографија
По попису из 2010. године број становника је 6.536, што је 309 (5,0%) становника више него 2000. године.
| Група             | 2000.         | 2010.         |
| Белци             | 5.359 (86,1%) | 4.809 (73,6%) |
| Афроамериканци    | 222 (3,6%)    | 388 (5,9%)    |
| Азијати           | 137 (2,2%)    | 531 (8,1%)    |
| Хиспаноамериканци | 427 (6,9%)    | 721 (11,0%)   |
| Укупно            | 6.227         | 6.536         |